# Castell de Mons-lez-Liège
El castell de Mons-lez-Liège és un castell a Bèlgica, situat a Mons-lez-Liège, un nucli de Flémalle.
Des de l'edat mitjana, era l'edifici central de la senyoria epònima a una posició estratègica al cim d'un turó. Va ser el teatre de nombroses batalles als camps a l'entorn de Lieja durant les guerres de religió. Va cremar una primera vegada el 1318. Durant les hostilitats entre la Castella catòlica i les Províncies Unides protestants, a l'època de la Guerra de Successió Espanyola va ser malmès una segona vegada per les tropes de Guillem I d'Orange-Nassau el 1568. El tercer va derrocar-se el 1637 durant la Guerra dels Trenta Anys. El 1659 Guillaume de Joncxis va construir un castell nou amb masia castral.
Vers 1790, els nous propietaris van dividir el castell en dues parts que van transformar en dues masies. Finalment, del que romania del castell abandonat el 1884, l'antiga ala noble va enfonsar-se el 1934. Avui, només una petita part del castell de 1659 encara aguanta dempeus. És una masia privada.